# Guillaume Restes
Guillaume Lino Restes (* 11. März 2005 in Toulouse) ist ein französischer Fußballtorhüter, der für den FC Toulouse in der Ligue 1 spielt.

## Karriere

### Verein
Der in Toulouse geborene Guillaume Restes schloss sich im Alter von sechs Jahren der Akademie des FC Toulouse an und kam vom Verein Toulouse Montaudran aus dem Vorort Montaudran. Im Sommer 2021 unterzeichnete er seinen ersten Profivertrag bei dem Verein. Seine vielversprechenden Leistungen in jungen Jahren in der Jugendmannschaft und dem Reserveteam in der National 3 von Toulouse brachten ihm bald Vergleiche mit dem ehemaligen Toulouser Torhüter Alban Lafont ein. Nach seiner Beförderung ins Profiteam etablierte sich Restes nach dem Abgang von Maxime Dupé als Stammtorhüter und stand beim letzten Freundschaftsspiel vor dem Beginn der Saison 2023/24, einem 2:1-Heimsieg gegen José Mourinhos AS Rom, im Tor. Restes gab sein Profidebüt für Toulouse am 13. August 2023, als er beim 2:1-Auswärtssieg gegen den FC Nantes am 1. Spieltag der Ligue 1 über die vollen 90 Minuten spielte.

### Nationalmannschaft
Guillaume Restes ist Jugendnationalspieler für Frankreich und hat in der U17-, U18-, U21- und U-23-Mannschaften Frankreichs gespielt. Da seine Mutter ivorischer Abstammung ist, könnte Restes auch für die Nationalmannschaft der Elfenbeinküste spielen. 2024 gewann er mit seiner Mannschaft die Silbermedaille beim olympischen Fußballturnier.
Anlässlich der U-21-Europameisterschaft 2025 in der Slowakei wurde Restes von Trainer Gérald Baticle in das französische Aufgebot berufen.